# Португалія на Чемпіонаті світу з легкої атлетики 2017
Португалія на Чемпіонаті світу з легкої атлетики 2017, що проходив з 4 по 13 серпня 2017 року в Лондоні (Велика Британія) була представлена 21 спортсменом.

## Результати

### Чоловіки
Трекові і шосейні дисципліни
| Спортсмен     | Дисципліна   | Забіги    | Забіги | Півфінал        | Півфінал        | Фінал           | Фінал           |
| Спортсмен     | Дисципліна   | Результат | Місце  | Результат       | Місце           | Результат       | Місце           |
| ------------- | ------------ | --------- | ------ | --------------- | --------------- | --------------- | --------------- |
| Девід Ліма    | 100 м        | 10.41     | 37     | Завершив виступ | Завершив виступ | Завершив виступ | Завершив виступ |
| Девід Ліма    | 200 м        | 20.54     | 21 q   | 20.56           | 13              | Завершив виступ | Завершив виступ |
| Рікардо Рібас | Марафон      | Н/Д       | Н/Д    | Н/Д             | Н/Д             | DNF             | –               |
| Жао Вієра     | Ходьба 50 км | Н/Д       | Н/Д    | Н/Д             | Н/Д             |                 |                 |
| Педро Ісідро  | Ходьба 50 км | Н/Д       | Н/Д    | Н/Д             | Н/Д             |                 |                 |

Технічні дисципліни
| Спортсмен      | Дисципліна         | Кваліфікація | Кваліфікація | Фінал           | Фінал           |
| Спортсмен      | Дисципліна         | Результат    | Місце        | Результат       | Місце           |
| -------------- | ------------------ | ------------ | ------------ | --------------- | --------------- |
| Діого Феррейра | Стрибки з жердиною | NH           | —            | Завершив виступ | Завершив виступ |
| Нельсон Евора  | Потрійний стрибок  | 16.94        | 6 q          |                 |                 |
| Цанко Арнаудов | Штовхання ядра     | 20.08        | 17           | Завершив виступ | Завершив виступ |
| Франціско Бело | Штовхання ядра     | 19.47        | 29           | Завершив виступ | Завершив виступ |

### Жінки
Трекові і шосейні дисципліни
| Спортсмен             | Дисципліна   | Забіги    | Забіги | Півфінал         | Півфінал         | Фінал            | Фінал            |
| Спортсмен             | Дисципліна   | Результат | Місце  | Результат        | Місце            | Результат        | Місце            |
| --------------------- | ------------ | --------- | ------ | ---------------- | ---------------- | ---------------- | ---------------- |
| Лорен Базоло          | 200 м        | 23.85     | 39     | Завершила виступ | Завершила виступ | Завершила виступ | Завершила виступ |
| Катя Азеведу          | 400 м        | 52.79     | 39     | Завершила виступ | Завершила виступ | Завершила виступ | Завершила виступ |
| Марта Пен             | 1500 м       | 4:10.22   | 32     | Завершила виступ | Завершила виступ | Завершила виступ | Завершила виступ |
| Сара Морейра          | 10000 м      | Н/Д       | Н/Д    | Н/Д              | Н/Д              | DNS              | –                |
| Карла Роша            | 10000 м      | Н/Д       | Н/Д    | Н/Д              | Н/Д              | 32:52.71         | 28               |
| Філомена Коста        | Марафон      | Н/Д       | Н/Д    | Н/Д              | Н/Д              | 2:36.42 SB       | 28               |
| Сара Катаріна Рібейро | Марафон      | Н/Д       | Н/Д    | Н/Д              | Н/Д              | DNF              | –                |
| Ана Кабесінья         | Ходьба 20 км | Н/Д       | Н/Д    | Н/Д              | Н/Д              |                  |                  |
| Інес Енрікес          | Ходьба 50 км | Н/Д       | Н/Д    | Н/Д              | Н/Д              |                  |                  |

Технічні дисципліни
| Спортсмен       | Дисципліна        | Кваліфікація | Кваліфікація | Фінал     | Фінал |
| Спортсмен       | Дисципліна        | Результат    | Місце        | Результат | Місце |
| --------------- | ----------------- | ------------ | ------------ | --------- | ----- |
| Сузана Коста    | Потрійний стрибок | 14.35 PB     | 3 Q          | 13.99     | 11    |
| Патрісія Мамона | Потрійний стрибок | 14.29        | 4 Q          | 14.12     | 9     |
| Іріна Родрігес  | Метання диска     |              |              |           |       |

Багатоборство — Семиборство
| Атлет             | Дисципліна | 100б  | СуВ  | ШтЯ   | 200 м | СуД  | МСп   | 800 м   | Сума очок | Місце |
| ----------------- | ---------- | ----- | ---- | ----- | ----- | ---- | ----- | ------- | --------- | ----- |
| Лекабела Куарежма | Результат  | 13.94 | 1.71 | 13.48 | 25.38 | 5.88 | 36.71 | 2:14.06 | 5788      | 22    |
| Лекабела Куарежма | Очки       | 987   | 867  | 759   | 852   | 813  | 604   | 906     | 5788      | 22    |